# Coenotephria interrogata
Coenotephria interrogata là một loài bướm đêm trong họ Geometridae.